# ريبيكا دا كوستا
ريبيكا دا كوستا (بالبرتغالية: Rebecca da Costa‏) هي عارضة وممثلة برازيلية، ولدت في 1 مايو 1984 بريسيفي في البرازيل.

## وصلات خارجية
- ريبيكا دا كوستا على موقع IMDb (الإنجليزية)
- ريبيكا دا كوستا على موقع قاعدة بيانات الفيلم (الإنجليزية)